# Büyükçekmece
Büyükçekmece – miasto w Turcji w prowincji Stambuł.
Według danych na rok 2000 miasto zamieszkiwało 35 860 osób.

## Miasta partnerskie
- Gelsenkirchen, Niemcy
- Paweł banja, Bułgaria